# Redunca
Redunca es un  género de mamíferos artiodáctilos que está integrado por tres especies de antílopes africanos. Junto con el género Kobus forman la subfamilia Reduncinae.

## Especies
- Redunca arundinum (redunca común o meridional)
- Redunca fulvorufula (redunca de montaña)
- Redunca redunca (redunca Bohor)